# Gemmuloborsonia
Gemmuloborsonia is een geslacht van weekdieren uit de klasse van de Gastropoda (slakken).

## Soorten
- Gemmuloborsonia clandestina Puillandre, Cruaud & Kantor, 2010
- Gemmuloborsonia colorata (Sysoev & Bouchet, 2001)
- Gemmuloborsonia didyma Sysoev & Bouchet, 1996
- Gemmuloborsonia jarrigei Sysoev & Bouchet, 1996
- Gemmuloborsonia karubar Sysoev & Bouchet, 1996
- Gemmuloborsonia moosai Sysoev & Bouchet, 1996
- Gemmuloborsonia neocaledonica Sysoev & Bouchet, 1996